# Колонија Зокитипан (Копалиљо)
Колонија Зокитипан (шп. Colonia Zoquitipan) насеље је у Мексику у савезној држави Гереро у општини Копалиљо. Насеље се налази на надморској висини од 900 м.

## Становништво
Према подацима из 2005. године у насељу је живело 12 становника.

### Хронологија
| Година       | 2000 | 2005 |
| ------------ | ---- | ---- |
| Становништво | 17   | 12   |

### Попис
| # | Индикатор                        | Вредност |
| - | -------------------------------- | -------- |
| 1 | Укупно појединачних домаћинстава | 2        |